# Max Martel
Max Martel est un acteur français né le 22 avril 1882 à Paris 3e et mort le 10 avril 1961 dans le 9e.

## Filmographie
- 1936 : Soigne ton gauche de René Clément (court métrage) : le facteur
- 1949 : Lady Paname d'Henri Jeanson
- 1953 : Belle Mentalité d'André Berthomieu
- 1957 : Mon oncle de Jacques Tati : l'homme ivre
- 1959 : Le Gendarme de Champignol de Jean Bastia : un habitant de Buzy
- 1960 : Les Tortillards de Jean Bastia : un paysan du train